# John M'Bumba
John Mickael M'Bumba (29 aprile 1983) è un pugile francese.

## Palmarès

### Mondiali dilettanti
- 2 medaglie:
  - 2 bronzi (Chicago 2007 nei pesi massimi; Milano 2009 nei pesi massimi)

### Campionati dilettanti dell'UE
- 1 medaglia:
  - 1 oro (Pécs 2006 nei pesi massimi)